# SK 클라드노

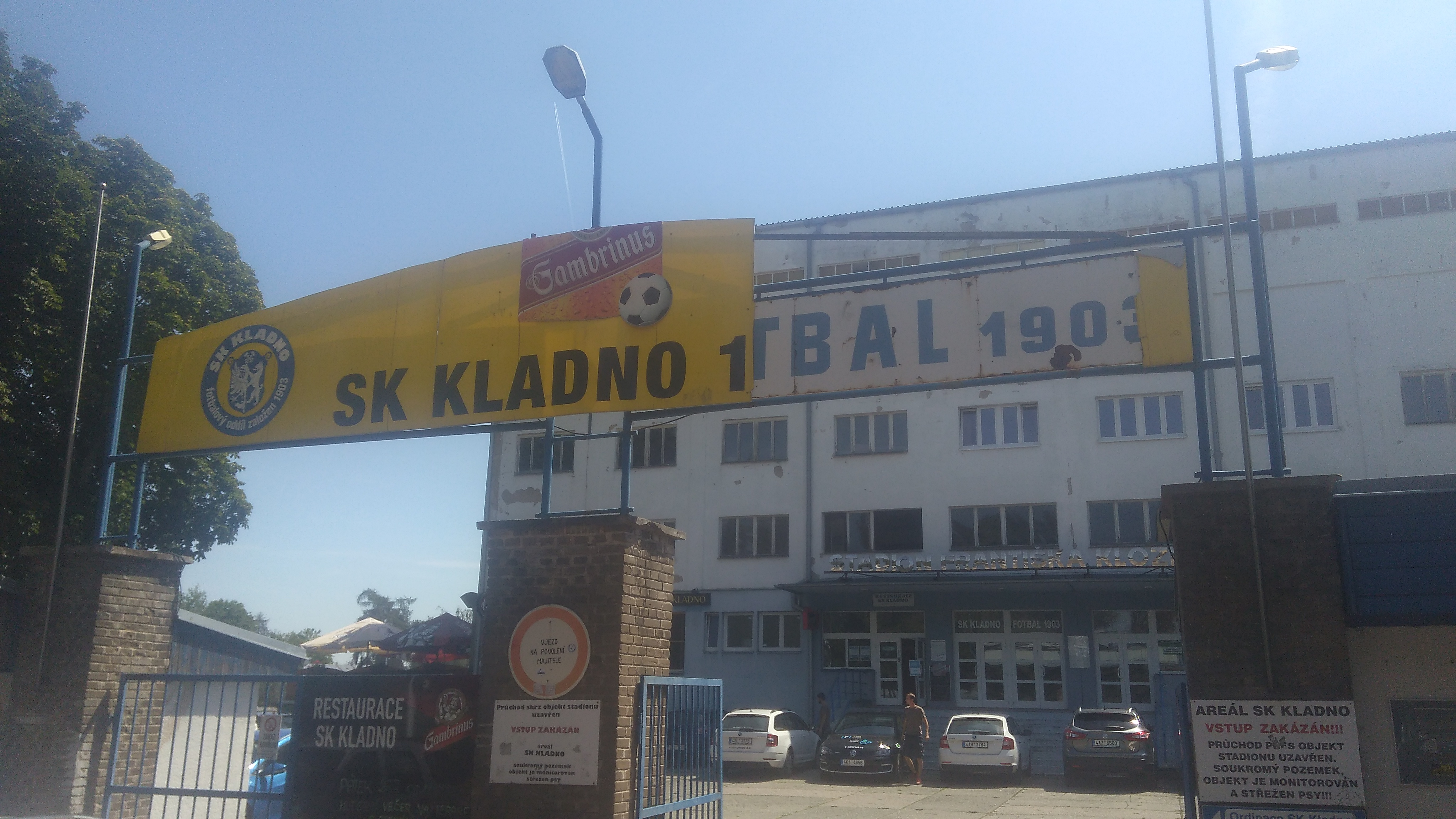

SK 클라드노(SK Kladno)는 체코에 있는 클라드노를 연고로 하는 축구 클럽이다. 이 팀은 1903년에 창단되었다.

## 역대 감독
| 감독        | 임기        |
| ----------- | ----------- |
| 요제프 비찬 | 1967 ~ 1969 |

틀:모라비안-실레시엔 풋볼 리그